# Davy Jones (racerförare)
Davy Jones, född 1 juni 1964 i Chicago, är en amerikansk racerförare.
Jones var en mycket mångsidig racerförare. 1983 kom han trea i brittiska F3-mästerskapet. Detta ledde till ett test för formel 1-stallet Brabham. Jones hamnade istället i formelbil-serien CART i USA och har kört flera Indy 500-lopp, med en andraplats 1996 som bästa resultat, efter att ha blivit passerad av Buddy Lazier med bara sju varv kvar att köra. Han har även kört Nascar, dock utan större framgångar.
Jones största framgångar har kommit i sportvagnsracing, där han vunnit både Le Mans 24-timmars och Daytona 24-timmars.